# James Greenlief Brown
Pour les articles homonymes, voir Brown.
Cet article possède un paronyme, voir James Brown (homonymie).
James Greenlief Brown est un botaniste américain, né le 21 novembre 1880 à Saint-Clair dans le Michigan et mort le 1er avril 1954.

## Biographie
Il est le fils de George Simeon Brown et d’Ida Evely née Graham. Il étudie au Ferris Institute de Big Rapids dans le Michigan et obtient son Bachelor of Sciences à l’université de Chicago en 1916, son Master of Sciences en 1917 et son doctorat en 1925. Il se marie avec Clara May MacNeil le 5 juin 1912.
Il est devient assistant de laboratoire à l’université de Chicago de 1907 à 1908, puis de 1909 à 1911, chercheur assistant au Carnegie Desert Laboratory de Tucson, de 1909 à 1915, instructeur de biologie à l’université de l'Arizona, de 1916 à 1919, professeur assistant de biologie, enfin, de 1920 à 1952, professeur de pathologie végétale à la station agricole expérimentale qu’il dirige à partir de 1922.
Membre de l’American Association for the Advancement of Science et de diverses autres sociétés savantes, il est notamment l’auteur de Crown Gall on Conifers. Il s’intéresse particulièrement aux galles et aux moyens de lutte contre elles.

## Source
- (en) Allen G. Debus (dir.), World Who’s Who in Science : A Biographical Dictionary of Notable Scientists from Antiquity to the Present., Chicago, Marquis-Who’s Who, 1968, 1855 p..